# Terri Windling
Terri Windling (Fort Dix, 3 dicembre 1958) è una scrittrice e artista statunitense, nonché saggista e curatrice editoriale.
Ha vinto nove volte il World Fantasy Award oltre al Mythopoeic Fantasy Award, e al Bram Stoker Award, e la sua raccolta The Armless Maiden, è stata tra i candidati per il James Tiptree Jr. Nel 2010, Windling ha ricevuto il SFWA Solstice Award, che premia «gli autori che hanno un impatto significativo nel campo della narrativa fantastica». Le sue opere sono state tradotte anche in francese, tedesco, spagnolo, italiano, ceco, lituano, turco, russo, giapponese e coreano.

## Opere
- The Green Children, The Armless Maiden, Tor Books, 1995;
- The Wood Wife, Tor Books, 1996 (winner of the Mythopoeic Award);
- The Color of Angels, The Horns of Elfland, New American Library, 1997;
- The Raven Queen, con Ellen Steiber, Random House, 1999;
- The Changeling, Random House, 1995;
- The Old Oak Wood Series, Simon & Schuster, illustrati da Wendy Froud;
  - A Midsummer Night's Faery Tale, 1999;
  - The Winter Child, 2000;
  - The Faeries of Spring Cottage, 2001.